# Brett DiBiase
Brett DiBiase (Clinton (Mississippi), 16 maart 1988) is een Amerikaans professioneel worstelaar die werkzaam was bij World Wrestling Entertainment op Florida Championship Wrestling. 
Brett is een derde generatie professioneel worstelaar. Zijn grootvader "Iron" Mike DiBiase, zijn grootmoeder Helen Hild en zijn vader "The Million Dollar Man" Ted DiBiase waren professioneel worstelaars. Zijn broers Mike en Ted Jr. zijn ook professioneel worstelaars.

## In worstelen
- Finishers
  - Missile dropkick

- Signature moves
  - Springboard crossbody

## Prestaties
- Florida Championship Wrestling
  - FCW Florida Tag Team Championship (1 keer met Joe Hennig)